# Чело рок
Чело рок или наричан още чело метъл е подстил в рок музиката. Характеризира се с използването на виолончело като основен инструмент, заедно с други традиционни рок инструменти като електрическа китара, бас китара и барабани.
Виолончелото се използва за създаване на звук, ритъм или текстура подобна на тази от рок музиката. Използва се още за имитация на звука от елетрическата китара.

## Групи
- The 440 Alliance ( САЩ)
- Apocalyptica ( Финландия)
- Break of Reality ( САЩ)
- Coppelius ( Германия)
- Electric Light Orchestra ( Великобритания)
- Judgement Day ( САЩ)
- Oaksenham ( Армения)
- Rasputina ( САЩ)
- Silenzium ( Русия)
- Symfomania ( Украйна)
- The String Quartet ( САЩ)
- Primitivity ( САЩ)
- 2Cellos ( Хърватия)